# بعثة السنة الكاملة لمحطة الفضاء الدولية

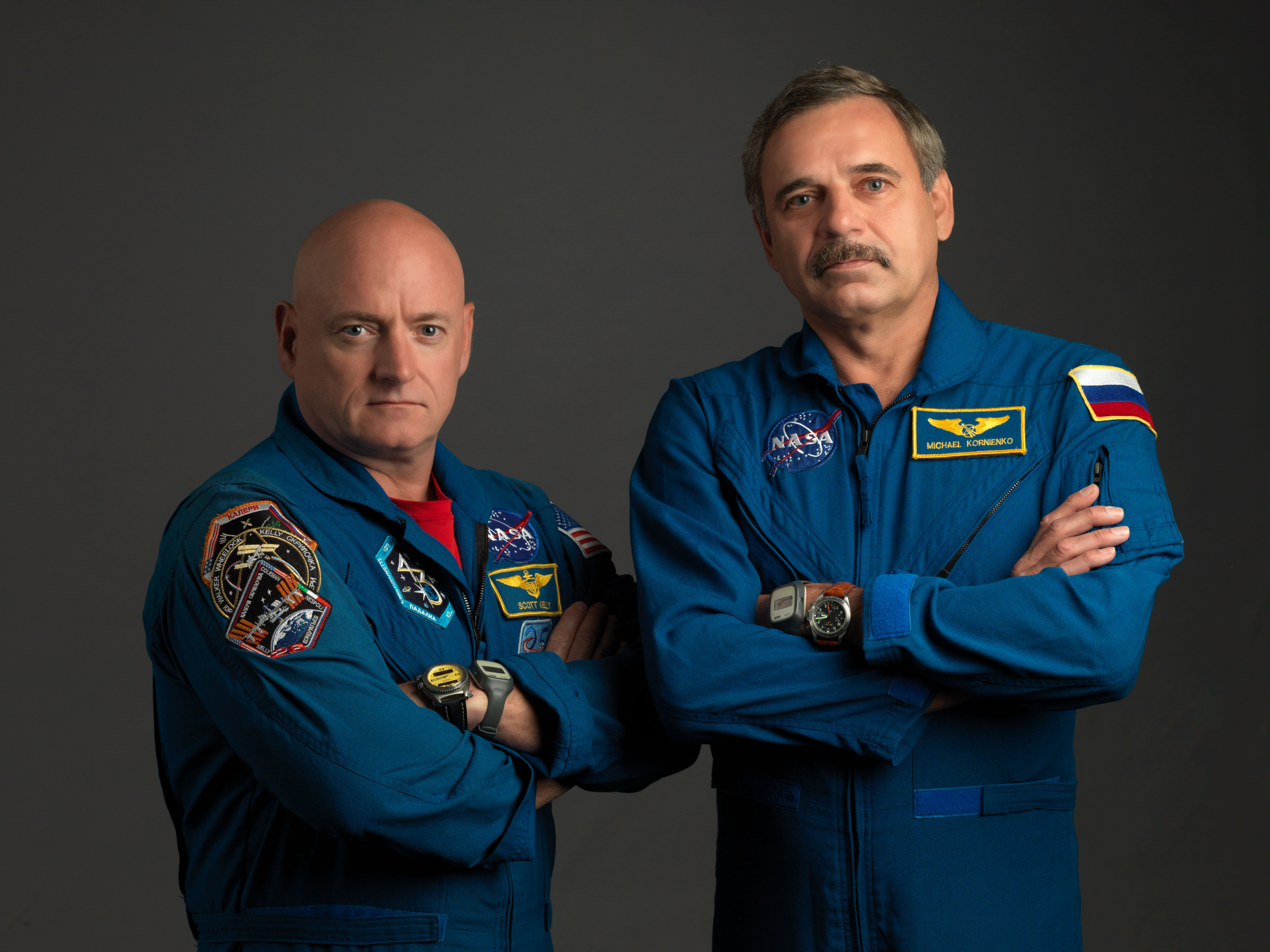
سكوت كيلي وميخائيل كورنينكو

بعثة السنة الكاملة لمحطة الفضاء الدولية هي بعثة علمية لدراسة كيفية تغير جسم الإنسان خلال البعثات الطويلة الأمد، أداء الوظائف الحيوية للجسم، وكذلك التأثيرات النفسية. وقد أمضى كل من رائد الفضاء الأمريكي سكوت كيلي ورائد الفضاء الروسي ميخائيل كورنينكو 342 يوم في الفضاء، مع علماء لإجراء التجارب الطبية. وكانت البعثة على متن المركبة Soyuz TMA-16M .
ومع زميلهما في الطاقم جينادي بادالكا الذي انطلق مع كيلي وكورنينكو في 27 مارس في 2015، فإن ثلاثة عشر رائد فضاء يمثلون 7 دول مختلفة (الولايات المتحدة، روسيا، إيطاليا، اليابان، الدنمارك، كازاخستان وإنجلترا) عاشوا على متن محطة الفضاء الدولية خلال مهمة مدتها عام..
وتم الهبوط في كازاخستان يوم 2 مارس 2016 . وشاركهما رحلة العودة سيرغي فولكوف من وكالة الفضاء الروسية.

## التاريخ

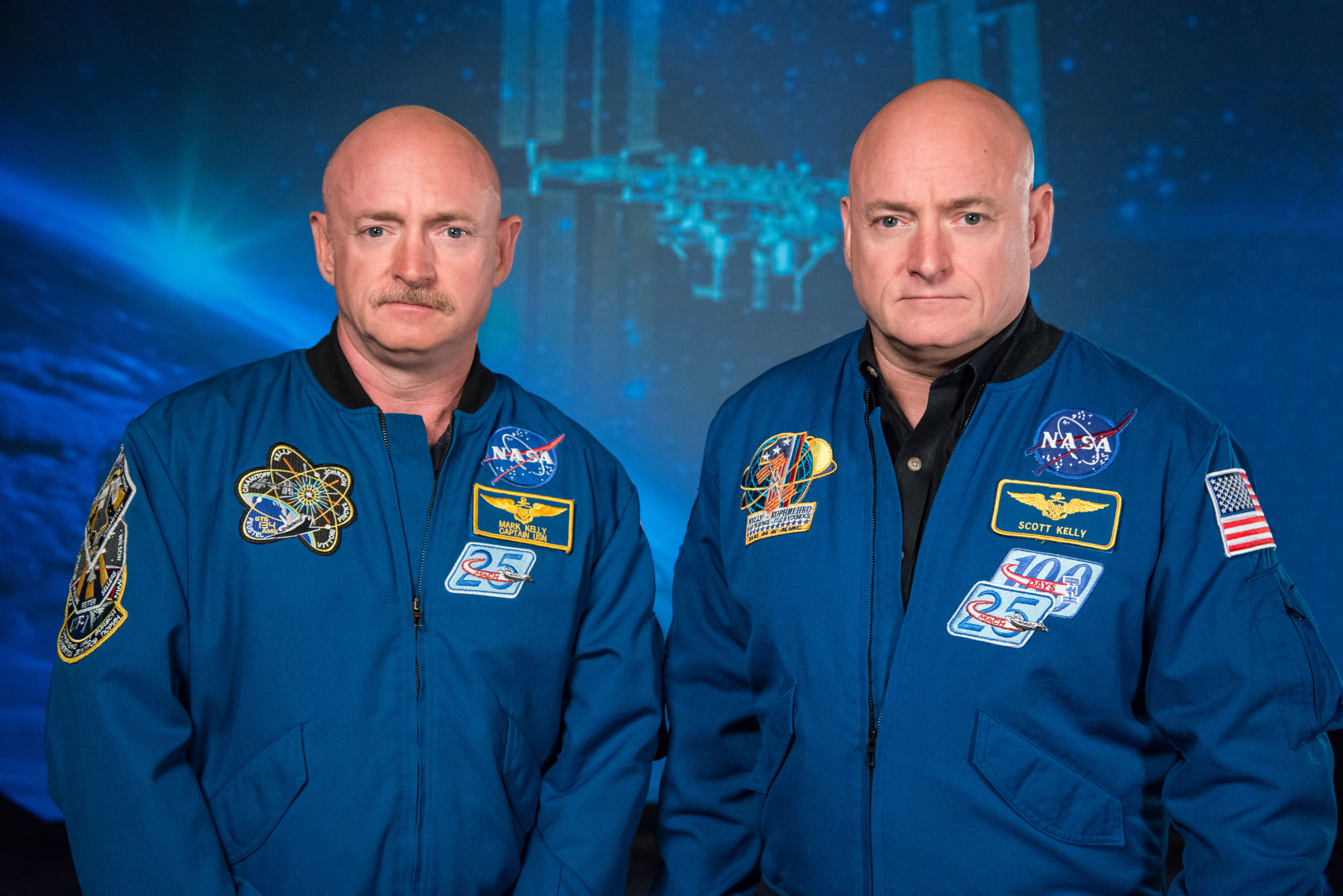
سكوت كيلي ومارك كيلي هما توأم متطابق وبعد انتهاء الرحلة سيتم دراسة التغيرات على جسمهما

في نوفمبر 2012 , قامت كل من وكالة ناسا، ووكالة روسيا الفدرالية الفضائية، باختيار اثنين من رواد الفضاء المخضرمين للقيام ببعثة السنة الكاملة على متن محطة الفضاء الدولية لعام 2015 .
وتهتم البعثة بجمع البيانات اللازمة لدراسة التغيرات على جسم الإنسان التي يسببها قضاء عام في الفضاء. والتي ستفيد في إنجاز رحلة ناسا إلى المريخ، بما في ذلك البحوث لكيفية تأقلم الجسم البشري مع انعدام الوزن والعزلة والإشعاع والضغط للرحلات الفضائية على المدى الطويل.
وقد قال مدير ناسا تشارلز بولدن: «ستساعدنا مهمة سكوت كيلي التي استغرقت عامًا على متن محطة الفضاء الدولية في التقدم باستكشاف الفضاء السحيق وفي رحلة أمريكا إلى المريخ، أصبح سكوت أوّل رائد فضاء أمريكي يقضي عامًا في الفضاء، وبواسطة ما فعله، ساعدنا في القيام بقفزة عملاقة تجاه وضع أقدامنا على المريخ».

## الدراسات الصحية

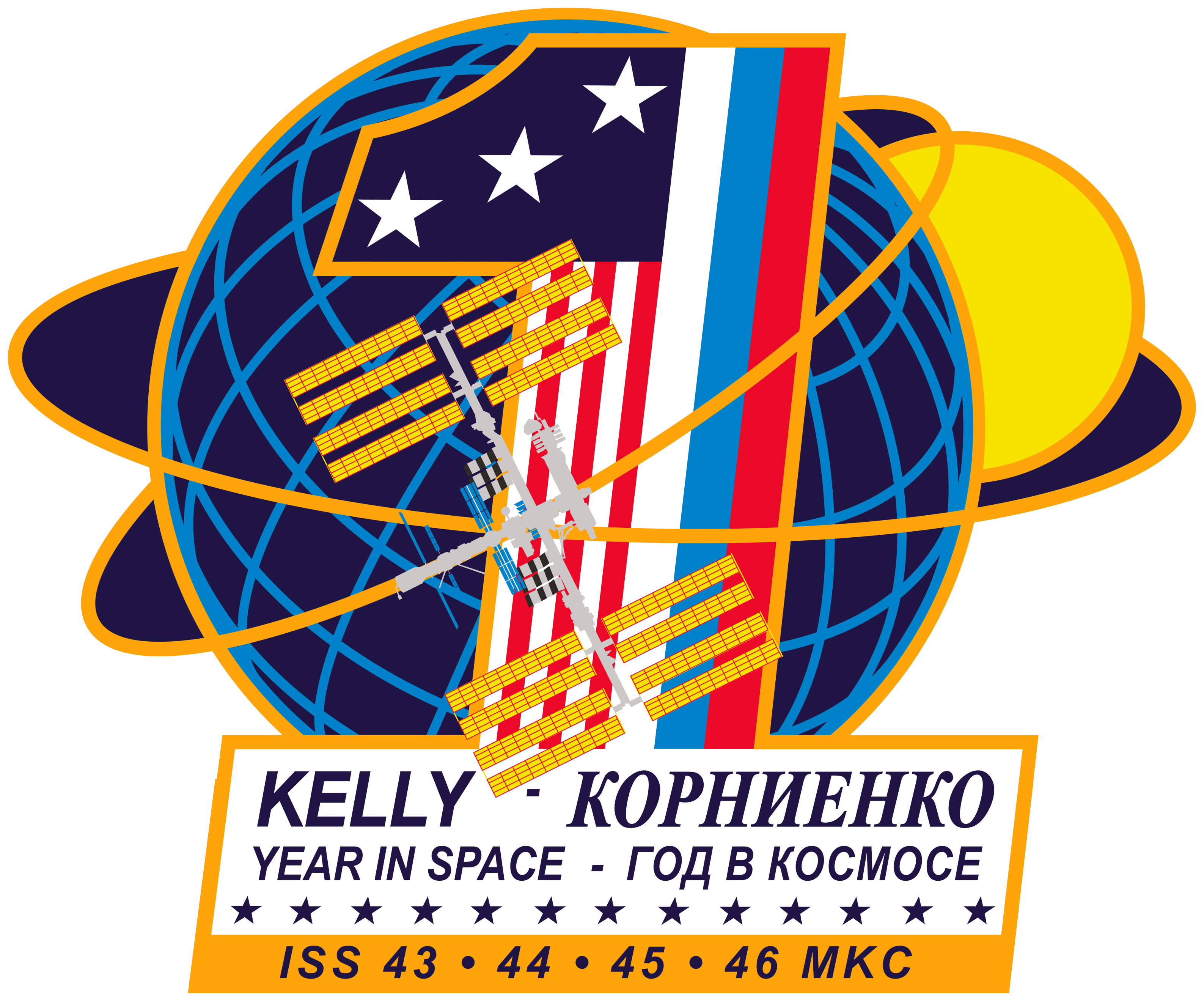
لوجو بعثة السنة الكاملة

وقد إستطاعت محطة الفضاء الدولية تطوير أدوات وتمارين للحد من الضمور العضلي الذي يحدث في بيئة منعدمة الجاذبية. 
خلال البعثة القياسية التي استمرت عاماً كاملاً، قام فريق المحطة بأكثر من 400 بحث لأجل تقدم مهمة ناسا وكل الإنسانية. بما في ذلك البحوث لكيفية تأقلم الجسم البشري مع انعدام الوزن والعزلة والإشعاع والضغط للرحلات الفضائية على المدى الطويل.

وساعد رائد فضاء ناسا السابق مارك كيلي وهو الأخ التوأم لسكوت كيلي في دراسات التوائم المتوازية على الأرض لمساعدة العلماء على مقارنة التأثيرات الفضائية على الجسم والعقل وصولاً إلى المستوى الخلوي.
درسَ مشروعٌ بحثي واحد بشكل خاص تحولات السوائل التي تحدث عندما تتحرك سوائل الجسم في الجزء العلوي من الجسم أثناء انعدام الوزن. ربما ترتبط هذه التحولات مع تغيرات بصرية وزيادة محتملة في الضغط داخل الجمجمة، والتي تشكل تحديات كبيرة يجب أن تُفهم قبل البعثات البشرية الموسعة إلى ما بعد مدار الأرض.

### الدراسات النفسية
وتتطلب البعثة دراسات نفسية، كدراسة الآثار النفسية الناتجة عن العيش فترة زمنية طويلة في مكان ضيق.
وقد صرح ميخائيل كورنينكو خلال إحدي التجارب قائلا: «إن أكثر شيء إفتقده هي الأرض نفسها. لقد افتقدت الروائح، افتقدت الأشجار، حتي إنني حلمت بهم».

بينما صرح سكوت كيلي قائلا: «إن أكثر ما افتقده هو الشعور بتغيرات الطقس».

## نبذة تاريخية
أمضي كل من رائد الفضاء فلاديمير تيتوف و موسي ماناروف 365 يوم على متن المحطة الفضائية مير من ديسمبر 1987 إلي ديسمبر 1988 .
بينما أمضي رائد الفضاء الروسي سيرجي أفدييف 379 يوم على متن المحطة الفضائية مير عام 1999 .
وأمضي رائد الفضاء الروسي فاليري بولياكوف 437 يوما على متن المحطة الفضائية مير عام 1995 . .
وتحمل رائدة الفضاء الإيطالية سامانثا كريستوفورتي الرقم القياسي لأطول رحلة فضائية منفردة قامت بها امرأة ب 199.7 يوم.